# 蓋氏小體石脂鯉
蓋氏小體石脂鯉，為輻鰭魚綱脂鯉目脂鯉亞目脂鯉科的其中一個種。分布於南美洲巴西亞馬遜河下游流域，體長可達2.7公分，棲息在底中層水域，生活習性不明。